# Alexander Schlicke
Alexander Schlicke (Berlijn, 26 maart 1863 - Stuttgart, 6 februari 1940) was een Duits syndicalist en politicus voor de SPD.

## Levensloop
In 1891 ging hij aan de slag als secretaris in dienst van het Deutscher Metallarbeiter-Verband (DMV). Van 1895 tot 1919 was hij voorzitter van deze vakcentrale. Tevens was hij van 1917-'18 vertegenwoordiger van de vakbonden in het oorlogskantoor te Berlijn.
In 1905 volgde hij Charles Hobson op als algemeen secretaris van de Internationale Metaalbond (IMB), een functie die hij uitoefende tot 1920. Hij werd zelf in deze hoedanigheid opgevolgd door Konrad Ilg. Hierop aansluitend was hij directeur van de Berlijnse afdeling van de Internationale Arbeidsorganisatie (IAO).
Van 15 januari 1919 tot 21 juni van datzelfde jaar was hij minister van arbeid in de deelstaatregering van Württemberg. Tevens maakte hij in 1919-'20 deel uit van de Nationale Vergadering van Weimar en was hij in deze periode minister van arbeid in de kabinetten van Bauer (21 juni 1919 tot 27 maart 1920) en Müller I (27 maart 1920 tot 21 juni 1920). Vervolgens trad hij toe tot de Rijksdag, een mandaat dat hij uitoefende tot 1930.
- Gemeinsame Normdatei: 130068780
- International Standard Name Identifier: 0000 0000 1676 3492
- Virtual International Authority File: 50323850
- WorldCat: E39PBJth9j6pB3bqPrK7YxQH4q